# Oskrzelka niwalna

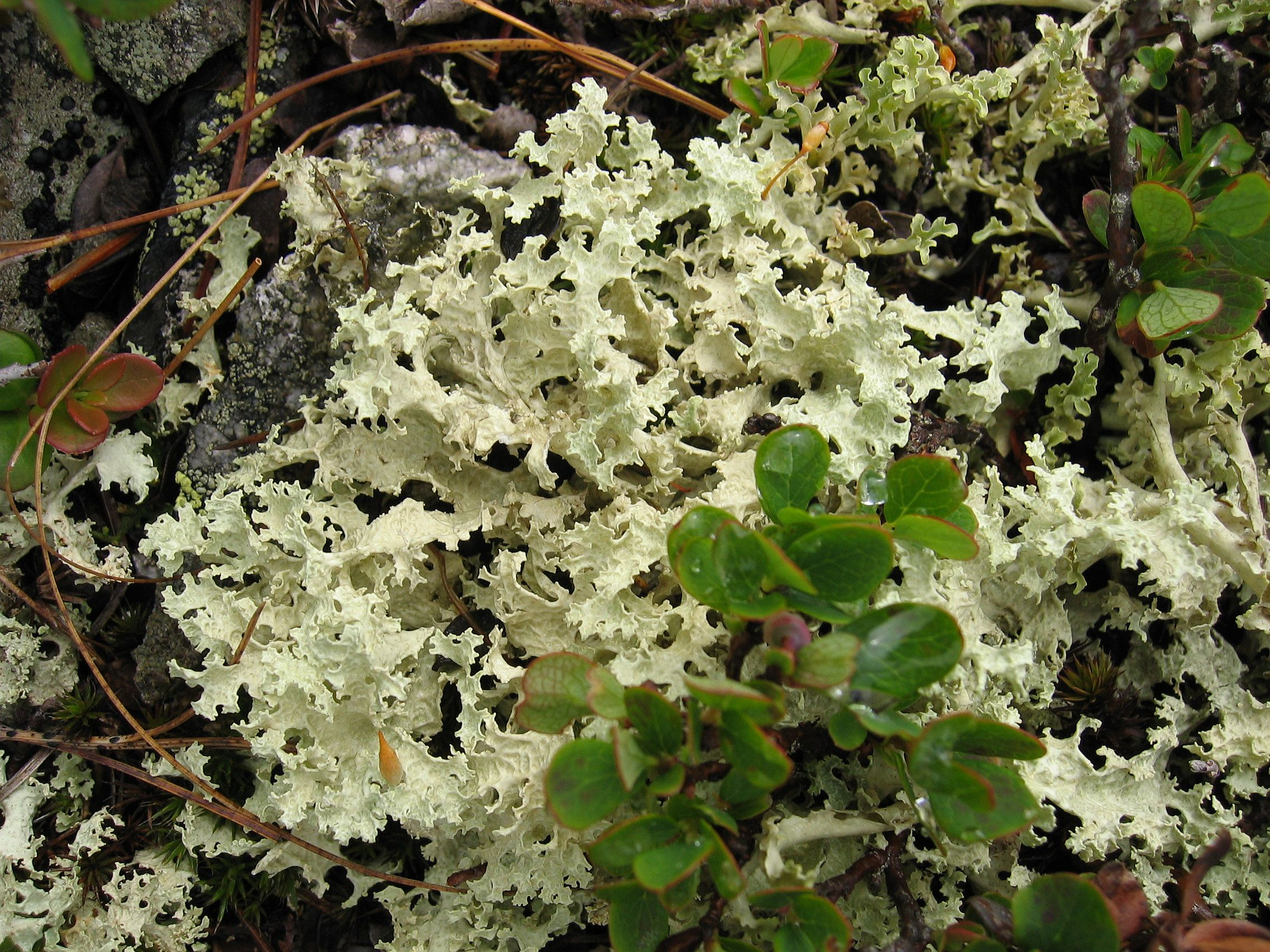

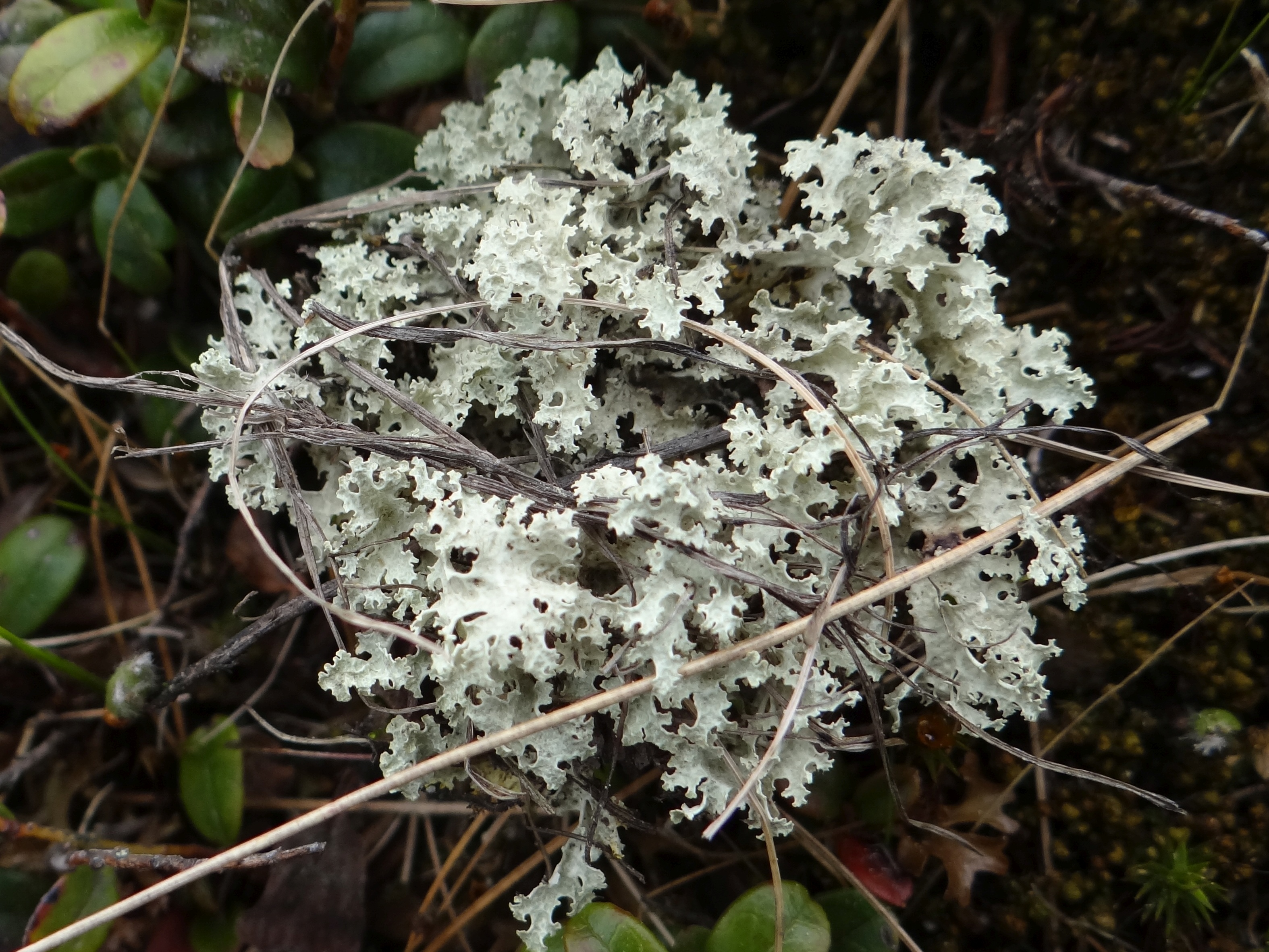

Oskrzelka niwalna, płucnica niwalna (Nephromopsis nivalis (L.) Divakar, A. Crespo & Lumbsch) – gatunek grzybów należący do rodziny tarczownicowatych (Parmeliaceae). Ze względu na współżycie z glonami zaliczany jest do porostów.

## Systematyka i nazewnictwo
Pozycja w klasyfikacji według Index Fungorum: Parmeliaceae, Lecanorales, Lecanoromycetidae, Lecanoromycetes, Pezizomycotina, Ascomycota, Fungi.
Po raz pierwszy gatunek ten opisany został w 1753 r. przez Karola Linneusza jako Lichen nivalis. W 1994 r. Ingvar Kärnefelt i Arne Thell przenieśli go do nowo utworzonego rodzaju Flavocetraria, który wyodrębniono z rodzaju Cetraria, na podstawie różnic w budowie kory i pyknidiów oraz reakcji barwnych. W 2017 r. Crespo i Lumbsch przenieśli go do rodzaju Nephromopsis.
Synonimy nazwy naukowej:

- Allocetraria nivalis (L.) Randlane & Saag 1992
- Cetraria nivalis (L.) Ach. 1803
- Flavocetraria nivalis (L.) Kärnefelt & A. Thell 1994
- Lichen nivalis L. 1753
- Lobaria nivalis (L.) Hoffm. 1796
- Parmelia nivalis (L.) Spreng. 1827
- Platysma nivale (L.) Frege 1812

Nazwa polska według Krytycznej listy porostów i grzybów naporostowych Polski.

## Charakterystyka
Plecha listkowato-krzaczkowata, luźna, nie przyczepiająca się do podłoża. Tworzy luźne murawki lub kępki o wysokości 2–5, wyjątkowo do 8 cm. Plecha jest sztywna, głęboko wcinana. Ma barwę białawożółtą, słomkowożółtą lub żółtozielonkawą. Rośnie jej wierzchołkowa część, podstawa stopniowo obumiera. Odcinki plechy mają szerokość do 1 cm, są pierzasto, widlasto lub nieregularnie rozgałęzione, nieco rynienkowate, lub płaskie. Obydwie strony plechy są jednakowe i znajdują się w nich dołeczki lub siateczkowata struktura.
Owocniki typu apotecjum pojawiają się bardzo rzadko. Mają średnicę do 10 mm, cienki brzeżek plechowy i jasnożółtą lub czerwonobrunatną tarczkę. W jednym worku powstaje po 8 jednokomórkowych, bezbarwnych Askospor o rozmiarach 5–9 × 3–5 μm.
Metabolity wtórne: kwas protolichosterynowy i kwas usninowy.

## Występowanie i siedlisko
Gatunek szeroko rozprzestrzeniony na całej półkuli północnej. Jego północna granica zasięgu sięga aż po najdalej na północ wysunięte skrawki stałego lądu: archipelag Svalbard, północne wybrzeża Grenlandii, Wyspę Ellesmere’a i Nową Ziemię. Na półkuli południowej podano jego występowanie tylko w górach Chile i w Irianie Zachodnim. W Polsce występuje tylko w Karkonoszach, Tatrach, na Babiej Górze i w borach Tucholskich. Gatunek bardzo rzadki. Znajduje się na Czerwonej liście roślin i grzybów Polski. Ma status EN – gatunek wymierający i podlega ścisłej ochronie gatunkowej.
Gatunek arktyczno-borealny. Rośnie na ziemi wśród mchów i porostów w tundrze i w górach wśród roślinności alpejskiej. W Polsce rośnie na ziemi, wśród niskiej roślinności piętra halnego w górach, lub w borze chrobotkowym.

## Gatunki podobne
Od innych podobnych porostów oskrzelkę niwalną łatwo można odróżnić po żółtawym zabarwieniu i pomarszczonych odcinkach plechy. Oskrzelka rynienkowata (Flavocetraria cucullata) ma plechę rynienkowato zwiniętą.